# Matfattigdom
Matfattigdom är ett begrepp inom näringslärans och socialtjänstens verksamhetsområden samt välgörenhetsorganisationer, för dem som inte direkt svälter men ändå tvingas välja bort en del nyttiga eller nödvändiga livsmedelsslag i sin kosthållning, på grund av sin ekonomiska situation.